# 社區衛生中心

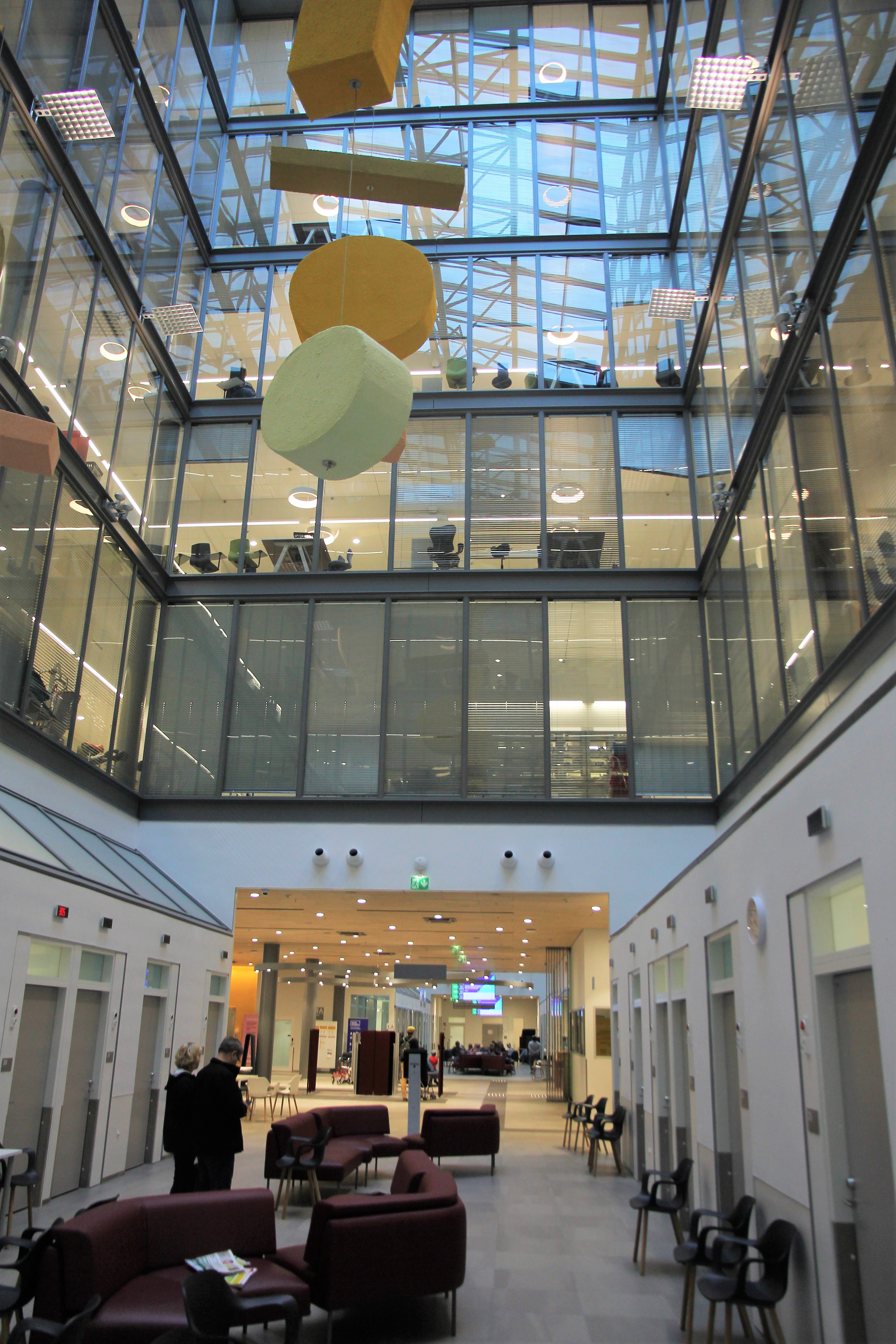
位於芬蘭赫爾辛基渔港 (赫尔辛基)的衛生中心內部

社區衛生中心（英語：Community health center）是由一組普通科醫生和護理人員組成的診所，一群診所組成一個網絡，這個診所為特定區域的人們提供醫療衛生服務。提供的典型服務包括家庭醫學科和牙科保健，但有一些診所已經擴展，包括有：內科，小兒科、婦女保健、計劃生育、藥房、驗光、檢驗室測試，等等。在擁有全民醫療健保的國家，大多數人會使用衛生中心。在沒有全民醫療健保的國家中，來看病的包括未投保、醫療保險覆蓋不足、低收入者、或生活在幾乎無法獲得初級醫療衛生地區的人們。在中歐和東歐，較大的醫療中心常被稱為（不同於聯合診所）。

## 各國的社區衛生中心

### 加拿大
安大略省的社區衛生中心（CHCs）已有40多年的歷史。 加拿大最早建立的社區衛生中心是卡梅爾山診所（1926年）。 大多數CHC由跨科別醫事人員團隊組成，運用電子病歷保留記錄。
在魁北克省，當地社區衛生中心以其法語首字母縮寫-CLSC而為人知，提供常規的醫療衛生和社會服務，由普通科醫生看診（包括有預約，或沒預約的方式）。

### 中國

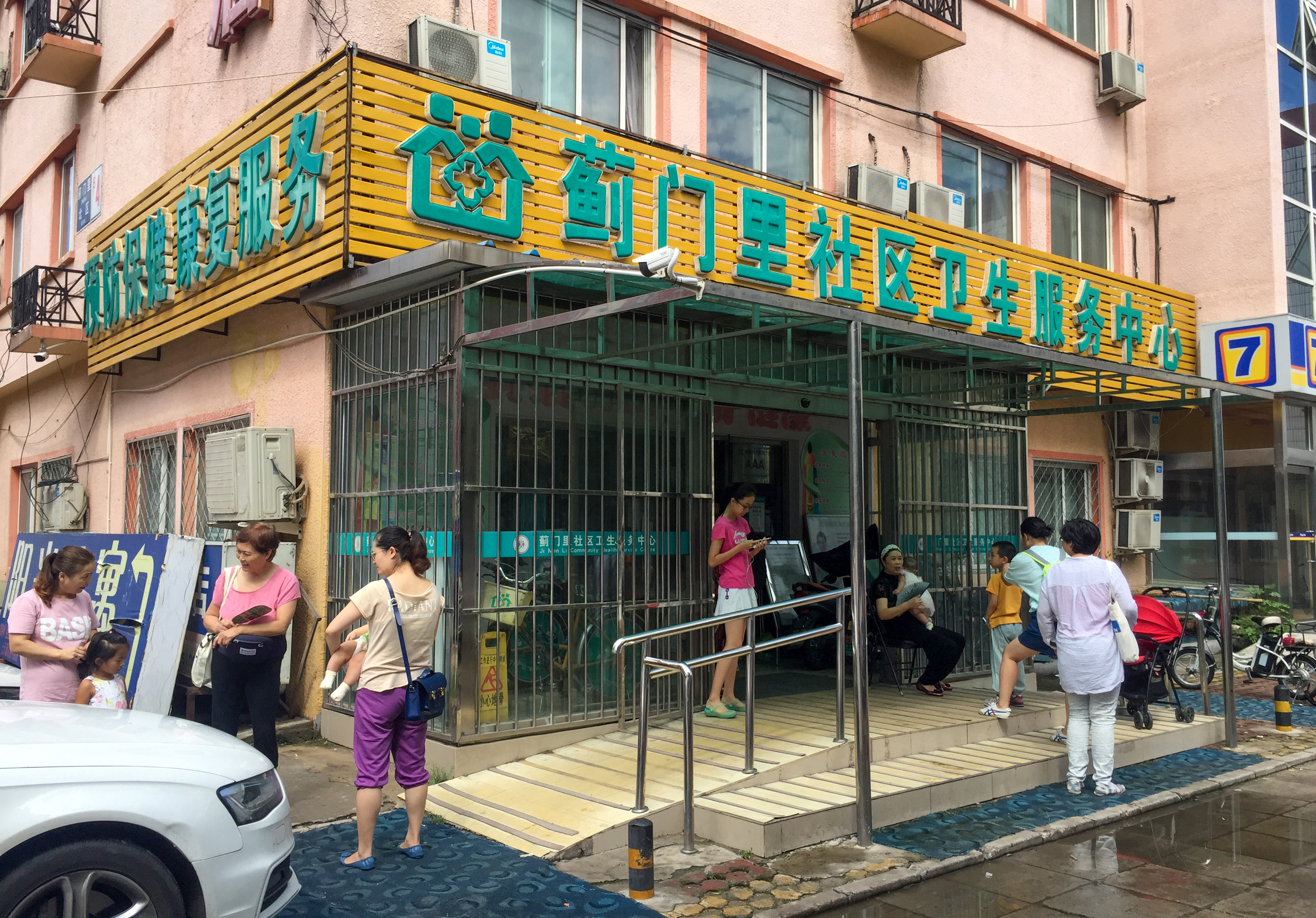
北京海淀區薊門里社區衛生服務中心，2017年

截至2011年，中國大陸共有32,812個社區衛生服務中心，和37,374個鄉鎮衛生中心。

### 葡萄牙
衛生中心（葡萄牙語：centro de saúde）是葡萄牙國家醫療衛生中基本的社區初級醫療衛生部門，並且是當地公共衛生主管部門。通常，每個衛生中心都覆覆蓋一個葡萄牙城市的區域，但是在居住人數超過15,000的城市，有可能會被至少一個的中心覆蓋。衛生中心配備有普通科醫生，公共衛生醫師，護理人員，社會工作者，和行政人員。
在 2008 年，葡萄牙把300多個衛生中心匯總為大約70個衛生中心組（agrupamentos de centros de saúde，（ACED））。每個ACES都包括幾個普通科和個人化醫療衛生單位，這些單位現已成為葡萄牙的初級醫療衛生服務機構。除了普通科醫療衛生服務外，ACES還包括公共衛生，社區衛生，和其他專科部門，以及基本的緊急醫療服務。
一些ACES與醫院部門一起被分組為實驗性地方衛生部門（''unidades locais de saúde''，（ULS））。這ULS的作用是由同一個衛生部門提供兩項的服務，來增強初級醫療衛生和二級醫療衛生之間的協調。

### 英國
佩恩的道森子爵受艾迪生子爵指派，編寫一份報告，內容是“有系統的為指定地區的居民，提供醫療和專職醫療衛生服務方案。”這份關於未來提供醫療和相關服務的中期報告 是在1920年所擬定，但是並無後續的報告。這份報告為初級和二級衛生中心網絡制定詳細的計劃，並詳細說明各類型中心的形式。到1939年，“衛生中心”一詞被廣泛用於指代那些新的建築，建築裡面有提供地方醫療衛生服務的機構。:380 道森的報告，對於在1948年為設立國民保健署（簡稱為NHS），在政策辯論時發揮不小影響力，但是當時所設立的中心不多，原因是“地方政府在沒當地普通科醫生配合的情況下，要建立衛生中心是不切實際”。與初級醫療衛生服務相比，當時更多的注意力和資源是用到醫院的服務。從1948年到1974年，建設衛生中心的工作由地方當局負責。

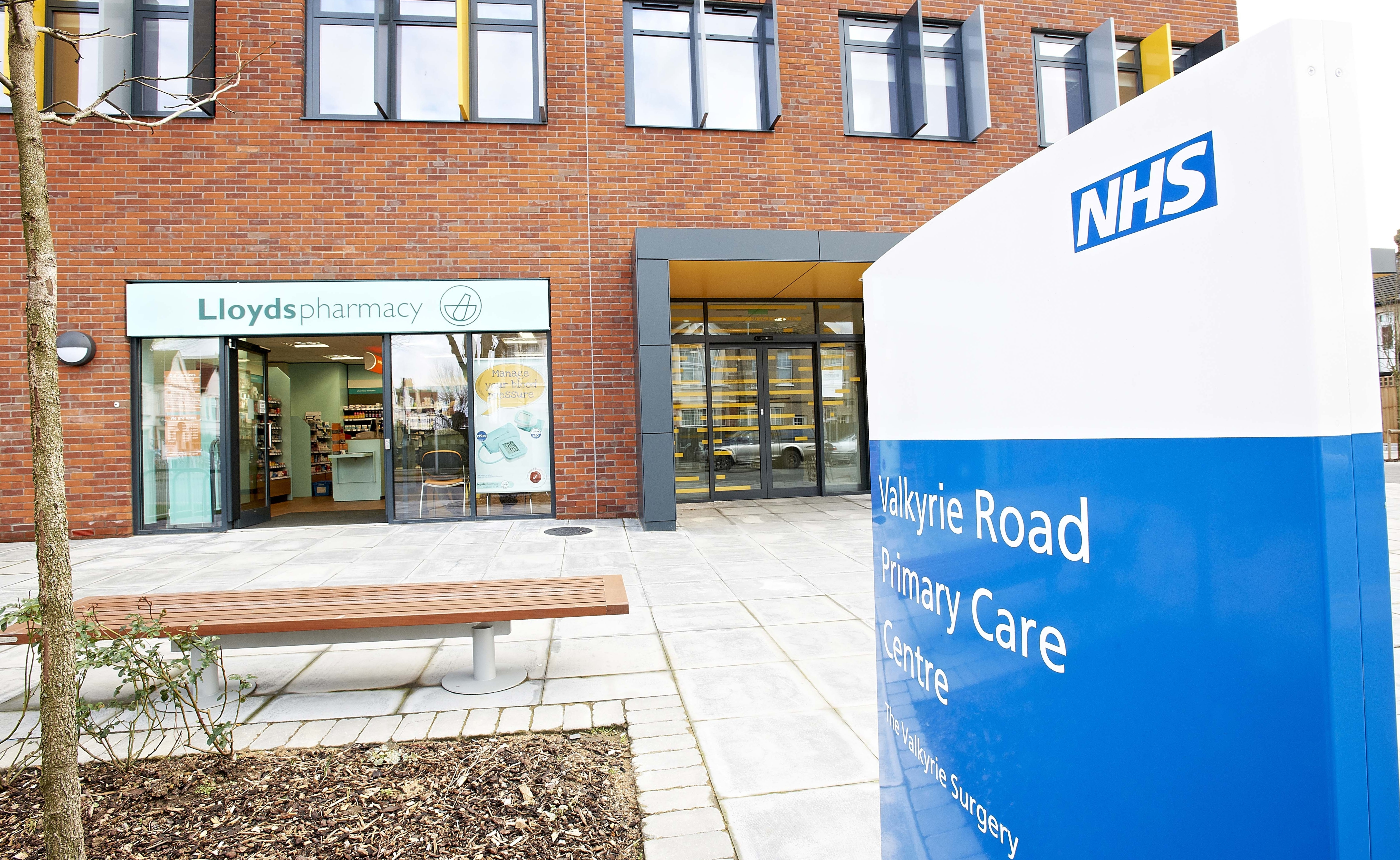
一間英國國民保健署的衛生中心（相片由 Murphy Philipps Architects 提供）

1952年10月，一所著名的衛生中心在倫敦的伍德伯里·唐（ Woodberry Down）開設。 這個中心有6名普通科醫生，兩名牙醫，一名藥劑師，和兩名護理人員。包括含日間托兒所和兒童指導診所的費用，總預算約為163,000英鎊。有人批評，認為這種預算是奢侈，並以此作為藉口，認為沒有必要增建更多中心。哈洛建有4個中心，是英國唯一的由衛生中心裡面的醫生來負責當地醫療衛生服務的社區。:386當時所建造的少數幾個中心“存在於被周遭普通科醫生包圍的環境裡面，通常人們對於中心的成功運作無動於衷”。後來有人呼籲建立一個衛生中心的網絡，不僅包括普通科醫生，還包括牙醫和診斷設設備。 到1965年，英格蘭和威爾斯只有30個衛生中心，蘇格蘭只有3個。到1974年，英格蘭有566個，威爾斯有29個，蘇格蘭有59個。 在《 1973年國家衛生服務重組法》通過之後，推動衛生中心的責任移交給地區衛生當局，當時有建立更多衛生中心的呼籲出現。 有人建議這些中心可以提供替代醫療服務，“當一般診所醫生下班時，或當他們在忙別的案例的時後，提供急診服務”。
達茲男爵在2008年出任衛生和社會保障部副國務大臣時，在英國建立一個綜合診所網絡，這些診所與早期所建議的衛生中心具有某些共同點，但仍然受到來自普通科醫生相當大的阻力。

### 美國
主條目：美國社區衛生中心
社區衛生中心是一個非營利性的，針對服務消費者的醫療衛生組織，提供高品質，負擔得起，全面的初級和預防性醫療，牙科，和精神保健服務。社區衛生中心的獨特使命，是確保無力支付、保險覆蓋不足、和無醫療保險覆蓋的患者能夠獲得治療。
在美國，社區衛生中心通常是在醫療不足地區的衛生中心，服務對象包括未投保、保險覆蓋不足、低收入的、或生活在幾乎無法獲得初級醫療衛生地區的人。多數由聯邦政府和地方政府提供經費，有些中心擁有新的設備和電子病歷記錄。2006年，全國社區衛生中心協會實施一個新的措施，在常規的初級醫療和牙科患者來診時，為所有在13至64歲的患者免費提供快速的人類免疫缺陷病毒（簡稱為HIV）檢測。
所謂醫療資源不足的地區和人口，是由美國衛生資源和服務管理局（HRSA）指為具有以下條件的地區或人口：初級醫療衛生機構太少、嬰兒死亡率高、極度貧困人口和/或者高老年人口。HRSA將衛生專業短缺區（Health Professional Shortage Areas）定義為缺乏初級醫療衛生，牙科或精神衛生服務機構的，或者是地理上的（縣或服務區中缺乏）、或者是人口上的（低收入人口中缺乏）、或者是機構的（缺乏綜合衛生中心、聯邦定義合格的衛生中心、或其他公共設施）。